# Полярність (хімія)
Поля́рність — властивість, що характеризує розділення зарядів (неспівпадання центрів позитивного та негативного зарядів) у молекулах, їхніх фрагментах чи окремих зв'язках та зумовлює їхній дипольний момент. Виникає через різну електронегативність складових атомів. Термін застосовується як до окремих молекулярних частинок так і до речовин. Більш полярними є молекули з йонними зв'язками, молекули з ковалентними зв'язками є менш полярними. У випадку однакових атомів або груп утворені зв'язки між ними є неполярними, тобто їх дипольний момент є нульовим. Кількісною характеристикою полярності молекулярних частинок є їх дипольний момент, полярності середовища — діелектрична стала.

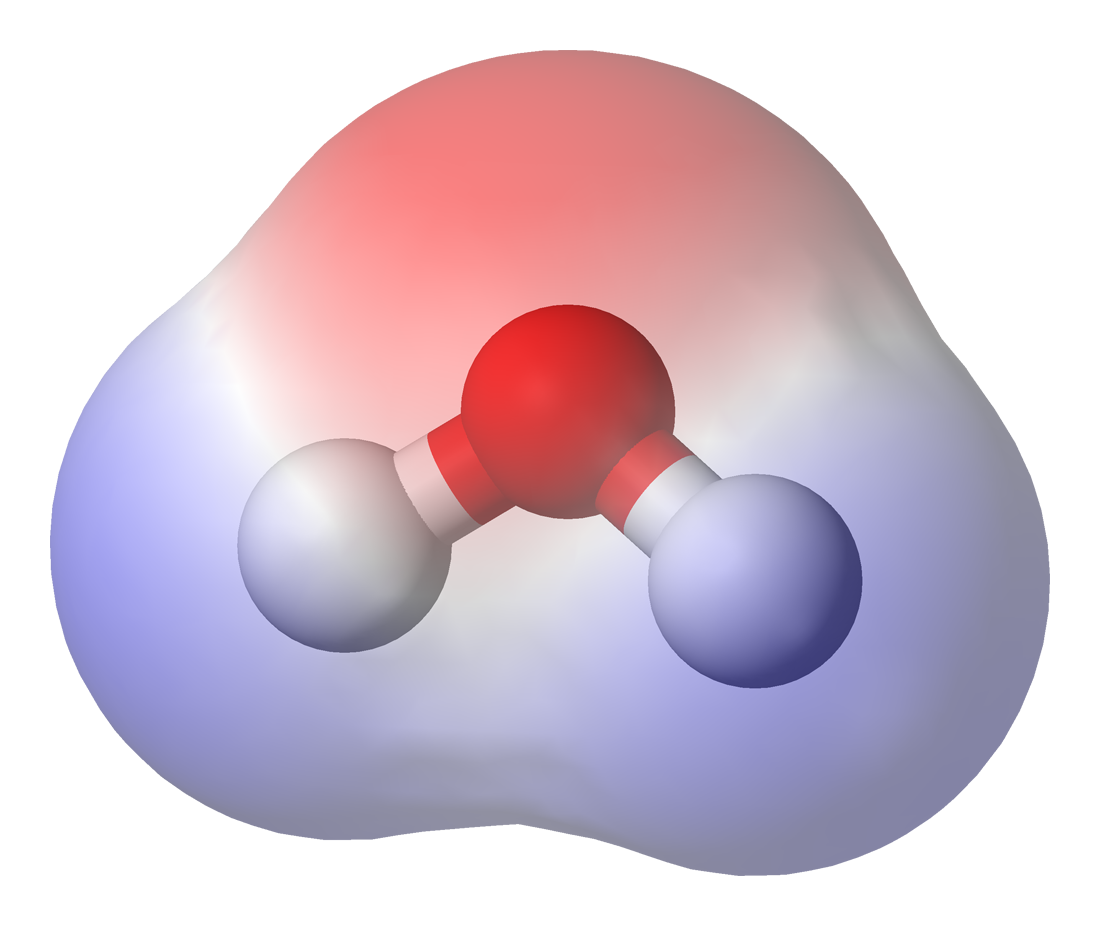
Молекула води

Полярні речовини хімічно активні і при розчиненні у воді дисоціюють на йони. До полярних речовин належать неорганічні кислоти і їхні солі, вода та ряд природних мінералів. Тверді полярні речовини гідрофільні. На противагу цьому, аполярними є сполуки, в молекулах яких електричні центри позитивних і негативних зарядів збігаються, тому кінці молекул електронейтральні. До аполярних речовин відноситься багато органічних рідин з симетричною будовою молекул (наприклад, насичені вуглеводні) і тверді речовини з насиченими ковалентними зв'язками. Аполярні речовини у воді не розчинюються, хімічно малоактивні і гідрофобні.
Сполуки, молекули яких складаються з полярних і неполярних груп атомів, називаються гетерополярними. Вони володіють одночасно властивостями полярних і неполярних сполук. Полярні кінці молекул гідрофільні і змочуються водою, а неполярні — гідрофобні і не змочуються водою. До гетерополярних речовин належить багато флотаційних реагентів. У флотаційної пульпі гетерополярні речовини адсорбуються на межі розділу фаз і створюють точно орієнтований шар. Орієнтація молекул залежить від полярності фаз: аполярний кінець гетерополярної молекули завжди спрямований у бік менш полярної фази.